# Беленькая, Полина Натановна
Полина Натановна Беленькая (1899 — 1983) — советская разведчица, лейтенант государственной безопасности (21 марта 1937).

## Биография
Родилась в многодетной — 9 детей — еврейской семье. Ее отец служил управляющим в конторе подрядного бурения братьев Гальпериных.  П.Беленькая окончила бакинскую женскую гимназию и училась на зубного врача. В 1917 году на квартире своего друга и коллеги по Бакинскому Совету и эсеровской партии М. Н. Беленького познакомилась с Я. И. Серебрянским. В 1918 году, после падения Бакинской коммуны, спасаясь от Гражданской войны, с родителями перебралась из Баку в Решт, где к семье присоединился и Я. И. Серебрянский. После падения Гилянской советской республики, Серебрянские переехали в Москву, по пути в которую, в Саратове в 1920 году вышла за него замуж. С 1921 года — член РКП(б).
До разведывательной командировки работала в Краснопресненском районном комитете коммунистической партии. В 1923 году её муж был отправлен на работу в Подмандатную Палестину. В 1924 году присоединилась к нему, направленная в Яффу помогать мужу по заданию начальника ИНО М. А. Трилиссера. В 1924—1938 годах — на закордонной работе по линии ИНО НКВД СССР и спецгруппы ГУГБ НКВД, вместе с с мужем, на разведывательной работе во Франции, в Германии, США и Бельгии. Была сотрудницей Иностранного отдела, сотрудницей специальной группы ГУГБ НКВД СССР.
9 или 10 ноября 1938 года арестована в Москве по возвращении в Советский Союз прямо у трапа самолёта. Была исключена из ВКП(б). В суде заявила, что оклеветала себя, так как устала от допросов. 7 июля 1941 году Военной коллегией Верховного суда СССР была приговорена 10 годам лишения свободы с поражением в правах на 5 лет и с конфискацией имущества.
В августе 1941 году освобождена. В октябре 1953 года повторно арестована. 12 августа 1955 года ВКВС СССР дело прекратила, была освобождена из под стражи. 8 августа 1966 года реабилитирована.

### Семья
- Муж — Яков Исаакович Серебрянский, полковник госбезопасности, сотрудник ИНО НКВД.
  - Сын — Анатолий Яковлевич Серебрянский, учёный-химик[4].

Братья и сестры:
- Марк Натанович Беленький (1890–1938, расстрелян). Окончил медицинский факультет в университете Сорбонна. Психиатр. Член ВКП(б) с 1920 года. Заместитель народного комиссара снабжения (1931—1934) и пищевой промышленности (1934—1937). Жил в Москве на ул. Серафимовича, 2 (Дом правительства), кв.338.[5][6]. Жена — Наталья Владимировна Минц.
  - Племянник — Юрий Маркович Беленький (1921–1942), студент биофака МГУ, погиб на фронте.
  - Племянница — Татьяна Марковна Беленькая (1928, Москва—2008, Нью-Йорк), мемуаристка, была замужем (последовательно) за поэтом Евгением Винокуровым и прозаиком Анатолием Рыбаковым (Я.И.Серебрянский и П. Н. Беленькая, а также их «особняк на Гоголевском бульваре», описаны Рыбаковым в романе «Прах и пепел[англ.]»[7])[8].
- Давид Натанович Беленький (1892–1977). Окончил медицинский факультет в университете Сорбонна. Хирург-транфузиолог, доктор медицинских наук. Один из основателей советской школы переливания крови. В годы Великой Отечественной войны был в действующей армии: сначала главным хирургом бригады, затем — главным хирургом армии.
- Шелли Натановна Беленькая (1894–1980), экономист, сотрудница Народного комиссариата земледелия СССР (с 15 марта 1946 года – Министерства земледелия СССР).
- Семен Натанович Беленький (1896–1938). Окончил три курса мединститута и занялся партийной деятельностью. После победы советской власти в Закавказье окончил китайское отделение Коммунистического университета трудящихся Востока. Работал в Китае по линии Коминтерна.  В 1938 году отозван в Москву, арестован и расстрелян. Реабилитирован в 1956 году[9].
- Борис Натанович Беленький (1897–1937). Окончив в 1915 году бакинскую гимназию, поступил на юридический факультет Московского университета, где проучился до 1917 года. Член ВКП(б) с 1918 года. Пошел добровольцем в Красную армию, воевал на Южном фронте красноармейцем.  В 1919 году был направлен на партийную работу в Закавказье. В 1930-е годы — инспектор отдела кадров Управления железной дороги имени Л. М. Кагановича, репрессирован и расстрелян[10]. Жена — Нина Давидовна Лордкипанидзе (1899–1983), член ВКП(б) с 1918 года, в 30-е годы — на партийной работе; в 1938 году была арестована, через полгода освобождена[11][12]. 
  - Племянник — Георгий Борисович Беленький, дерматовенеролог, литератор.
- Розалия Натановна Беленькая (1900–1983), домашняя хозяйка. Жена Андрея Андреева, бывшего в 1918–1919 годах народным комиссаром финансов Терской Советской Республики.
- Инна Натановна Беленькая (1903–1938), занималась разведывательной деятельностью в Испании в период гражданской войны, была замужем за разведчиком С. М. Перевозчиковым.
- Илья Натанович Беленький (1904–1977). Работал в области сельского хозяйства. Был одним из администраторов Всесоюзной сельскохозяйственной выставки (ВСХВ) в Москве.